# Eagles Greatest Hits, Vol. 2
Eagles Greatest Hits, Vol. 2 är ett samlingsalbum av den amerikanska countryrockgruppen Eagles, utgiven av skivbolaget Asylum Records november 1982. Eagles hade officiellt upplösts maj 1982. Det förra samlingsalbumet med Eagles, Their Greatest Hits (1971–1975), hade sålt oerhört bra, så Asylum Records beslutade att lansera ett nytt samlingsalbum. Innehållande sju av Eagles åtta Top 40 hits, blev albumet en stor kommersiell framgång.

## Låtlista
Sida 1
1. "Hotel California" (Don Felder/Don Henley/Glenn Frey) – 6:29
2. "Heartache Tonight" (Henley/Frey/Bob Seger/J.D. Souther) – 4:25
3. "Seven Bridges Road" (Steve Young) – 2:58
4. "Victim of Love" (Felder/Henley/Frey/Souther) – 4:10
5. "The Sad Café" (Henley/Frey/Joe Walsh/Souther) – 5:32

Sida 2
1. "Life in the Fast Lane" (Henley/Frey/Walsh) – 4:45
2. "I Can't Tell You Why" (Timothy B. Schmit/Henley/Frey) – 4:54
3. "New Kid in Town" (Henley/Frey/Souther) – 5:04
4. "The Long Run" (Henley/Frey) – 3:42
5. "After the Thrill Is Gone" (Henley/Frey) – 3:56

## Medverkande
- Don Felder – sång, gitarr
- Glenn Frey – sång, gitarr, keyboard
- Don Henley – sång, trummor
- Bernie Leadon – sång, gitarr
- Randy Meisner – sång, basgitarr
- Timothy B. Schmit – sång, basgitarr
- Joe Walsh – sång, gitarr, keyboard